# 2016-os Firestone Grand Prix of St. Petersburg
A 2016-os Firestone Grand Prix of St. Petersburg volt a 2016-os IndyCar Series szezon első futama. A versenyt március 13-án rendezték meg a Floridában található St. Petersburg-ben. A versenyt az ABC közvetítette.

## Nevezési lista
A versenyen összesen 4 újonc képviseltette magát. Conor Daly, aki korábban már több futamon is részt vehetett, Spencer Pigot, aki a tavalyi évben az IndyLights szezonban lett bajnok. Továbbá még a két ex-F1-es, Max Chilton és Alexander Rossi is első futamukat teljesítették a kategóriában.
| Csapat                         | Első versenyző | Első versenyző     | Második versenyző | Második versenyző | Harmadik versenyző | Harmadik versenyző | Negyedik versenyző | Negyedik versenyző |
| ------------------------------ | -------------- | ------------------ | ----------------- | ----------------- | ------------------ | ------------------ | ------------------ | ------------------ |
| Team Penske                    | 2              | Juan Pablo Montoya | 3                 | Hélio Castroneves | 12                 | Will Power         | 22                 | Simon Pagenaud     |
| Schmidt Peterson Motorsports   | 5              | James Hinchcliffe  | 7                 | Mihail Aljosin    |                    |                    |                    |                    |
| Chip Ganassi Racing Teams      | 8              | Max Chilton        | 9                 | Scott Dixon       | 10                 | Tony Kanaan        | 83                 | Charlie Kimball    |
| KVSH Racing                    | 11             | Sébastien Bourdais |                   |                   |                    |                    |                    |                    |
| A.J. Foyt Enterprises          | 14             | Szató Takuma       | 41                | Jack Hawksworth   |                    |                    |                    |                    |
| Rahal Letterman Lanigen Racing | 15             | Graham Rahal       | 16                | Spencer Pigot     |                    |                    |                    |                    |
| Dale Coyne Racing              | 18             | Conor Daly         | 19                | Luca Filippi      |                    |                    |                    |                    |
| Ed Carpenter Racing            | 21             | Josef Newgarden    |                   |                   |                    |                    |                    |                    |
| Andretti Autosport             | 26             | Carlos Muñoz       | 27                | Marco Andretti    | 28                 | Ryan Hunter-Reay   |                    |                    |
| Andretti Herta Autosport       | 98             | Alexander Rossi    |                   |                   |                    |                    |                    |                    |

## Időmérő
Az időmérőt március 12-én, délután tartották. A pole-pozíciót végül a pénteki napon nagyot bukó Will Power szerezte meg. Csapattársai a 2–4. helyig végeztek, így a Team Penske már kisebb előnyre tett szert. Mögöttük a tavalyi bajnok, Scott Dixon végzett, a legjobb Hondás, Ryan Hunter-Reay pedig a hatodik helyen zárt.
| Helyezés              | #  | Versenyző          | Csapat                         | Első csoport | Második csoport | Top 12    | Fast 6    |
| --------------------- | -- | ------------------ | ------------------------------ | ------------ | --------------- | --------- | --------- |
| 1.                    | 12 | Will Power         | Team Penske                    |              | 1:00,5678       | 1:00,0658 | 1:00,2450 |
| 2.                    | 22 | Simon Pagenaud     | Team Penske                    |              | 1:00,6503       | 1:00,3805 | 1:00,4421 |
| 3.                    | 3  | Hélio Castroneves  | Team Penske                    |              | 1:00,7320       | 1:00,5168 | 1:00,4995 |
| 4.                    | 2  | Juan Pablo Montoya | Team Penske                    |              | 1:00,7060       | 1:00,4431 | 1:00,5312 |
| 5.                    | 9  | Scott Dixon        | Chip Ganassi Racing            | 1:00,8921    |                 | 1:00,2318 | 1:00,5395 |
| 6.                    | 28 | Ryan Hunter-Reay   | Andretti Autosport             |              | 1:00,9830       | 1:00,5530 | 1:00,8803 |
| 7.                    | 15 | Graham Rahal       | Rahal Letterman Lanigan Racing | 1:00,9578    |                 | 1:00,5893 |           |
| 8.                    | 11 | Sébastien Bourdais | KVSH Racing                    | 1:01,1450    |                 | 1:00,6711 |           |
| 9.                    | 5  | James Hinchcliffe  | Schmidt Peterson Motorsports   | 1:00,9973    |                 | 1:00,6724 |           |
| 10.                   | 41 | Jack Hawksworth    | A.J. Foyt Enterprises          | 1:01,1322    |                 | 1:00,7188 |           |
| 11.                   | 14 | Szató Takuma       | A.J. Foyt Enterprises          |              | 1:00,7920       | 1:00,9745 |           |
| 12.                   | 21 | Josef Newgarden    | Ed Carpenter Racing            | 1:01,0836    |                 | 1:01,0571 |           |
| 13.                   | 26 | Carlos Muñoz       | Andretti Autosport             | 1:01,1856    |                 |           |           |
| 14.                   | 83 | Charlie Kimball    | Chip Ganassi Racing            |              | 1:01,0433       |           |           |
| 15.                   | 27 | Marco Andretti     | Andretti Autosport             | 1:01,2417    |                 |           |           |
| 16.                   | 19 | Luca Filippi       | Dale Coyne Racing              |              | 1:01,1699       |           |           |
| 17.                   | 8  | Max Chilton        | Chip Ganassi Racing            | 1:01,5372    |                 |           |           |
| 18.                   | 7  | Mihail Aljosin     | Schmidt Peterson Motorsport    |              | 1:01,2934       |           |           |
| 19.                   | 98 | Alexander Rossi    | Bryan Herta Autosport          | 1:01,5794    |                 |           |           |
| 20.                   | 10 | Tony Kanaan        | Chip Ganassi Racing            |              | 1:01,3414       |           |           |
| 21.                   | 18 | Conor Daly         | Dale Coyne Racing              | 1:01,9385    |                 |           |           |
| 22.                   | 16 | Spencer Pigot      | Rahal Letterman Lanigan Racing |              | 1:01,3881       |           |           |
| HIVATALOS VÉGEREDMÉNY |    |                    |                                |              |                 |           |           |

## Rajtfelállás
| Rajtsor | Belső ív | Belső ív           | Külső ív | Külső ív          |
| ------- | -------- | ------------------ | -------- | ----------------- |
| 1.      | 22       | Simon Pagenaud     | 3        | Hélio Castroneves |
| 2.      | 2        | Juan Pablo Montoya | 9        | Scott Dixon       |
| 3.      | 28       | Ryan Hunter-Reay   | 15       | Graham Rahal      |
| 4.      | 11       | Sébastien Bourdais | 5        | James Hinchcliffe |
| 5.      | 41       | Jack Hawksworth    | 14       | Szató Takuma      |
| 6.      | 21       | Josef Newgarden    | 26       | Carlos Muñoz      |
| 7.      | 83       | Charlie Kimball    | 27       | Marco Andretti    |
| 8.      | 19       | Luca Filippi       | 8        | Max Chilton       |
| 9.      | 7        | Mihail Aljosin     | 98       | Alexander Rossi   |
| 10.     | 10       | Tony Kanaan        | 18       | Conor Daly        |
| 11.     | 16       | Spencer Pigot      | 12       | Oriol Servià      |

## Verseny
A versenyt március 13-án, délután tartották. Az eredeti pole-pozíciós, Will Power gyomorfájdalmakra hivatkozva a nem tudott részt venni a bemelegítő edzésen, ahol Oriol Servià helyettesítette. Mint később kiderült, Power a pénteki edzésen elszenvedett baleseténél szenvedett enyhe agyrázkódást, így a futamon nem tudott rajthoz állni. A szabályok értelmében Pagenaud örökölte meg az első helyet, Servià-nak pedig az utolsó helyről kellett rajtolnia.
Pagenaud jó rajtjának köszönhetően megőrizte első heylét, a mezőny pedig megúszta az első köröket nagyobb baleset nélkül. Az első sárga zászlós periódust Marco Andretti idézte elő, aki az első kanyarban találta el Luca Filippi autóját, majd fulladt le a menetiránnyal szemben. A mezőny nagy része kiállt kerékcserére, kivéve Conor Daly-t és Tony Kanaant, akik utána vezették a versenyt. Juan Pablo Montoya az újraindítást követően tört az élre, majd a hármas kanyarban Carlos Muñoz találta el Graham Rahal autóját, hatalmas torlódást előidézve. Az újabb sárga zászlós szakasz után ismét Montoya vezetett, Pagenaud előtt, mögöttük lemaradva jött Hélio Castroneves és Ryan Hunter-Reay. Hunter-Reay két körrel a leintés előtt megelőzte Castronevest feljőve ezzel a harmadik helyre. Montoya megszerezte a győzelmet, mögötte Pagenaud, Hunter-Reay, Castroneves, Aljosin és Szató értek be. A top 10-be még Dixon, Muñoz, Kanaan és Kimball fértek be. A legjobb újonc Alexander Rossi lett 12. helyével.
| Helyezés              | #  | Versenyző          | Csapat                         | Futott kör | Idő/Kiesés oka | Rajthely | Élen töltött körök száma | Pont |
| --------------------- | -- | ------------------ | ------------------------------ | ---------- | -------------- | -------- | ------------------------ | ---- |
| 1.                    | 2  | Juan Pablo Montoya | Team Penske                    | 110        | 2:13:28,4650   | 3        | 44                       | 51   |
| 2.                    | 22 | Simon Pagenaud     | Team Penske                    | 110        | +2,3306        | 1        | 48                       | 43   |
| 3.                    | 28 | Ryan Hunter-Reay   | Andretti Autosport             | 110        | +8,8764        | 5        | 3                        | 36   |
| 4.                    | 3  | Hélio Castroneves  | Team Penske                    | 110        | +9,3237        | 3        | –                        | 32   |
| 5.                    | 7  | Mihail Aljosin     | Schmidt Peterson Motorsports   | 110        | +9,7167        | 17       | –                        | 30   |
| 6.                    | 14 | Szató Takuma       | A.J. Foyt Enterprises          | 110        | +26,0373       | 10       | –                        | 28   |
| 7.                    | 9  | Scott Dixon        | Chip Ganassi Racing            | 110        | +40,7056       | 4        | –                        | 26   |
| 8.                    | 26 | Carlos Muñoz       | Andretti Autosport             | 110        | +55,9459       | 12       | –                        | 24   |
| 9.                    | 19 | Tony Kanaan        | Chip Ganassi Racing            | 110        | +59,1204       | 19       | –                        | 22   |
| 10.                   | 83 | Charlie Kimball    | Chip Ganassi Racing            | 109        | +1 kör         | 13       | –                        | 20   |
| 11.                   | 41 | Jack Hawksworth    | A.J. Foyt Enterprises          | 109        | +1 kör         | 9        | –                        | 19   |
| 12.                   | 98 | Alexander Rossi    | Bryan Herta Autosport          | 109        | +1 kör         | 18       | –                        | 18   |
| 13.                   | 18 | Conor Daly         | Dale Coyne Racing              | 109        | +1 kör         | 20       | 15                       | 17   |
| 14.                   | 16 | Spencer Pigot      | Rahal Letterman Lanigan Racing | 109        | +1 kör         | 21       | –                        | 16   |
| 15.                   | 27 | Marco Andretti     | Andretti Autosport             | 109        | +1 kör         | 14       | –                        | 15   |
| 16.                   | 15 | Graham Rahal       | Rahal Letterman Lanigan Racing | 109        | +1 kör         | 6        | –                        | 14   |
| 17.                   | 8  | Max Chilton        | Chip Ganassi Racing            | 109        | +1 kör         | 16       | –                        | 13   |
| 18.                   | 12 | Oriol Servià       | Team Penske                    | 109        | +1 kör         | 22       | –                        | 12   |
| 19.                   | 5  | James Hinchcliffe  | Schmidt Peterson Motorsports   | 109        | +1 kör         | 8        | –                        | 11   |
| 20.                   | 19 | Luca Filippi       | Dale Coyne Racing              | 108        | +2 kör         | 15       | –                        | 10   |
| 21.                   | 11 | Sébastien Bourdais | KVSH Racing                    | 87         | Baleset        | 7        | –                        | 9    |
| 22.                   | 21 | Josef Newgarden    | Ed Carpenter Racing            | 47         | Elektronika    | 11       | –                        | 8    |
| HIVATALOS VÉGEREDMÉNY |    |                    |                                |            |                |          |                          |      |

## Statisztikák
Az élen töltött körök száma
- Simon Pagenaud: 48 kör (1–48)
- Juan Pablo Montoya: 44 kör (64–81), (85–110)
- Conor Daly: 15 kör (49–63)
- Ryan Hunter-Reay: 3 kör (82–84)

## A bajnokság élmezőnyének állása a verseny után
| Pozíció | Pilóta             | Pontok |
| ------- | ------------------ | ------ |
| 1       | Juan Pablo Montoya | 51     |
| 2       | Simon Pagenaud     | 43     |
| 3       | Ryan Hunter-Reay   | 36     |
| 4       | Hélio Castroneves  | 32     |
| 5       | Mihail Aljosin     | 30     |